# Liste des monuments nationaux du Caquetá
Cet article liste les monuments nationaux du Caquetá, en Colombie. Au 6 novembre 2019, un seul monument national était recensé dans ce département.

## Liste
| Code national             | Monument                                                                                 | Municipalité(s) | Adresse              | Coordonnées                        | Date | Illustration                                                                            |
| ------------------------- | ---------------------------------------------------------------------------------------- | --------------- | -------------------- | ---------------------------------- | ---- | --------------------------------------------------------------------------------------- |
| 01-01-01-02-18-001-000001 | Edificio Curiplaya Hôtel Curiplaya, Palais de la culture et des beaux-arts de l'Amazonie | Florencia       | Carrera 11, Calle 13 | 1° 36′ 49″ nord, 75° 36′ 44″ ouest | 2000 | Edificio CuriplayaHôtel Curiplaya, Palais de la culture et des beaux-arts de l'Amazonie |